# کوزو تاشیما

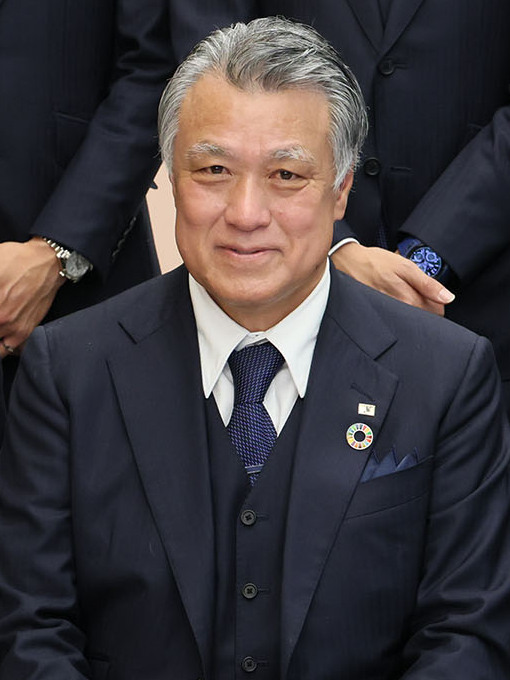
کوزو تاشیما در سال ۲۰۲۲

کوزو تاشیما (به انگلیسی: Kozo Tashima) بازیکن فوتبال اهل ژاپن و عضو تیم ملی فوتبال ژاپن است که در تاریخ ۲۷ ژوئن ۱۹۷۹ میلادی اولین بازی ملی‌اش را انجام داد. او در ۷ بازی ملی حضور داشت و آخرین بازی ملی خود را در تاریخ ۱۸ ژوئن ۱۹۸۰ میلادی انجام داد. کوزو تاشیما در بازی‌های ملی‌اش
۱ گل به ثمر رساند.